# Mayada Rogia
Mayada Rogia (auch: Maya Da Rodjia, Maya Darogia, Maya Darogiya, Mayadarojia, Maya da Rojiya, Maya Darojya, Mayadorojia) ist ein Dorf in der Stadtgemeinde Mayahi in Niger.

## Geographie
Das von einem traditionellen Ortsvorsteher (chef traditionnel) geleitete Dorf befindet sich rund 16 Kilometer südlich des urbanen Zentrums von Mayahi, der Hauptstadt des gleichnamigen Departements Mayahi, das zur Region Maradi gehört. Zu den Siedlungen in der näheren Umgebung von Mayada Rogia zählen Sarkin Haoussa im Nordwesten, Guidan Tawayé im Nordosten und Zongon Oumara im Osten.
Mayada Rogia ist Teil der Übergangszone zwischen Sahel und Sudan. Die durchschnittliche jährliche Niederschlagsmenge beträgt hier zwischen 400 und 500 mm. Nordöstlich des Dorfs erhebt sich der 425 m hohe Hügel Guiéza Magajia.

## Bevölkerung
Bei der Volkszählung 2012 hatte Mayada Rogia 1775 Einwohner, die in 207 Haushalten lebten. Bei der Volkszählung 2001 betrug die Einwohnerzahl 1044 in 129 Haushalten und bei der Volkszählung 1988 belief sich die Einwohnerzahl auf 608 in 86 Haushalten.
Die Bevölkerungsdichte in diesem Gebiet ist für nigrische Verhältnisse hoch.

## Wirtschaft und Infrastruktur
Fast die gesamte Bevölkerung des Dorfs betreibt Ackerbau und jeweils knapp zwei Drittel zusätzlich Viehzucht beziehungsweise Handel. Das Gebiet der Ebenen im südlichen Teil der Region Maradi, in dem Mayada Rogia liegt, ist von einer anhaltenden Degradation der ackerbaulichen Flächen gekennzeichnet, die mit der hohen Bevölkerungsdichte in Zusammenhang steht. Es gibt eine Schule im Ort.